# Естонія на зимових Олімпійських іграх 2010
Естонія на зимових Олімпійських іграх 2010 представлена 30 спортсменами в 4 видах спорту.

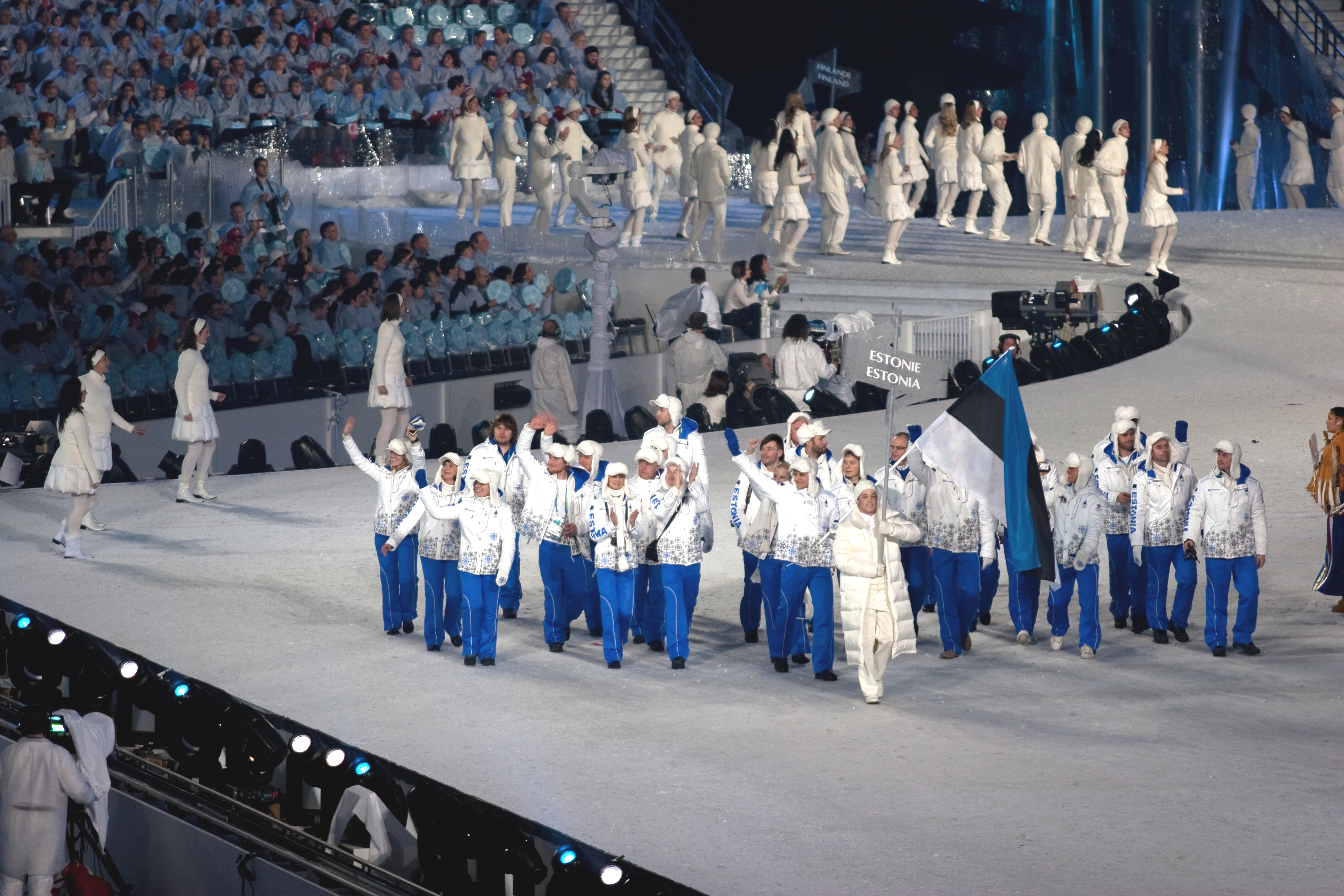
Збірна Естонії під час Параду націй на церемонії відкриття Олімпіади

## Медалісти
Срібло
| Срібло |                      |                                      |
| №      | Спортсмени           | Вид спорту (дисципліна)              |
| 1      | Крістіна Шмігун-Вяхі | Лижні перегони, 10 км вільним стилем |